# 華北集団駅
華北集団駅（かほくしゅうだん-えき）は中華人民共和国天津市北辰区に位置する天津地下鉄3号線の駅。

## 駅構造
- 相対式ホーム2面2線の高架駅で、ホームドア完備。出口はA～Bの2箇所ある。

## 歴史
- 2012年10月1日 - 開業。[1]

## 隣の駅
■天津地下鉄3号線
天士力駅 - 華北集団駅 - 豊産河駅

## 参考
1. ↑  “地铁2、3号线公示最新站名 2号线：曹庄—空港”.   天津北方網. 2017年3月4日閲覧。